# Edmond Alonnier
Edmond Alonnier, né à Rochefort (Charente-Maritime) le 17 juin 1829 et à Paris 5e le 28 avril 1871, est l'auteur d'un certain nombre de traités ou de dictionnaires, publiés en collaboration avec Joseph Décembre, sous le nom collectif de Décembre-Allonier et souvent confondus avec une seule et unique personne.

## Œuvres
- La Bohème littéraire
- Typographes et gens de lettres, 1864
- Journal général de l'imprimerie et de la librairie
- Dictionnaire populaire illustré d'histoire, de géographie, de biographie, de technologie, de mythologie, d'antiquités, des beaux-arts et de littérature, 1864.
- Dictionnaire de la Révolution française, 1866, 1868
- Les merveilles du nouveau Paris, 1867.
- Histoire des conseils de guerre de 1852, 1869
- Le coup d'état du 2 décembre 1851, 1868